# Orla Treacy
Orla Treacy   (Bray, 1973) és una germana Loreto irlandesa que porta un internat en la guerra al Sudan del Sud i treballa per l'educació de les dones i impedint matrimonis de nenes. Nascuda l'any 1973 a Bray, al Comtat Wicklow, va ser guanyadora del Premi Internacional Dona Coratge l'any 2019.

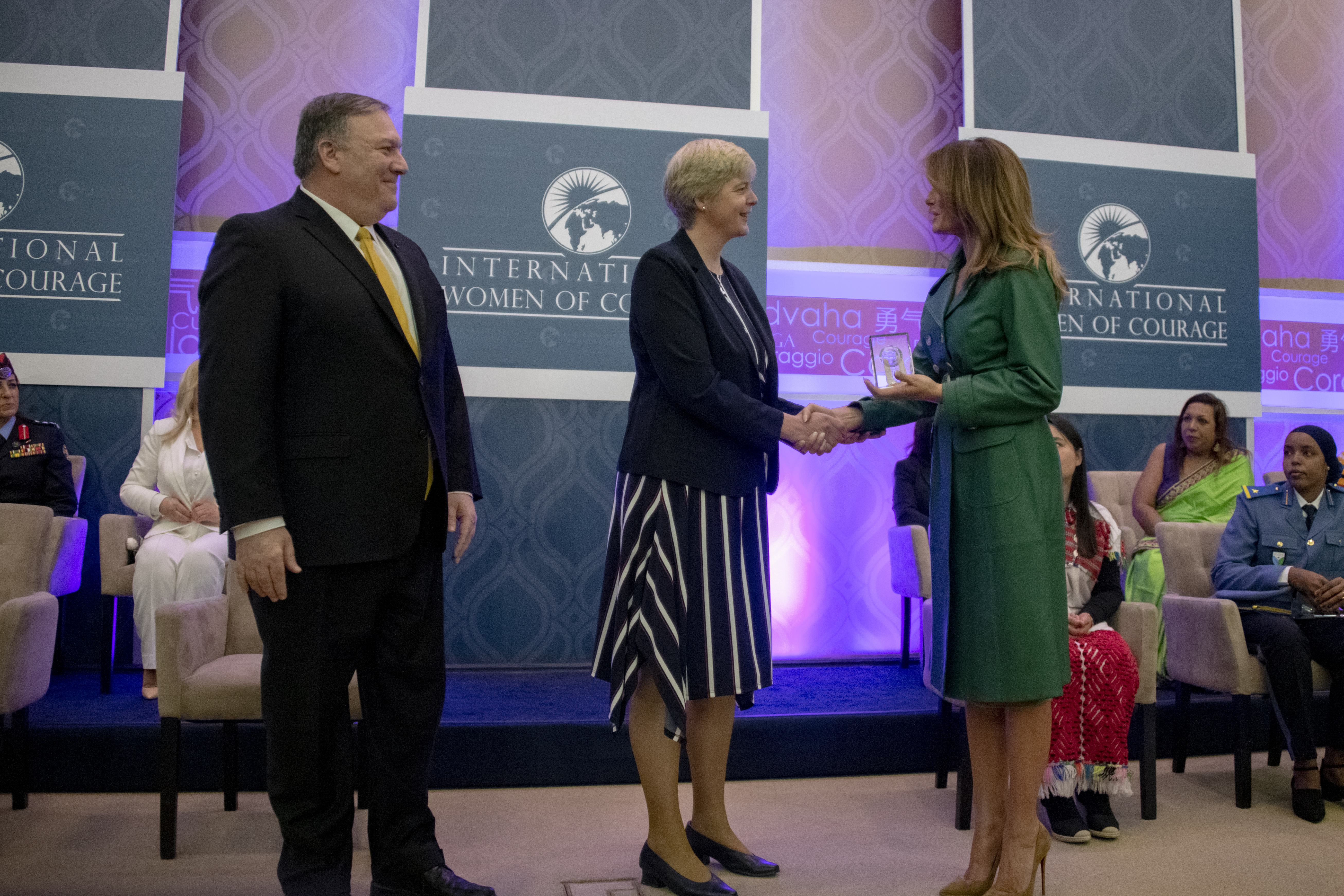
La germana Orla Treacy rebent el Premi Internacional Dona Coratge de la mà de Mike Pompeo i Melania Trump.

L'any 2017, l'Alcalde de Killarney li va atorgar el Premi L'Hugh O'Flaherty Premi Humanitari Internacional.
Orla es va educar al Convent de Presentació Tralee, Co. Kerry, llavors Loretto Convent de Bray. Va estudiar a l'Institut d'Educació Mater Dei, a Dublín, i es va convertir en professora. Va exercir com a professora al Presentation College Cork, al Loreto Letterkenny, al Ballina de St Muredach i al Loreto Crumlin. A l'edat de 24 Orla va decidir unir-se a les Germanes Loretto, i es va establir a Rathfarnham, Dublín, sent professada l'any 2005.
L'any 2006, mentre ensenyava i oferia serveis pastorals a Irlande, la germana Orla es va ajuntar amb altres germanes Loretto i va començar una nova missió a Rumbek, al Sudan del Sud. La regió és assetjada per la guerra civil i conflictes violents. Orla Treacy i les germanes de la congregació van obrir una pensió per noies. Avui, la germana Orla és directora de la missió a Maker Kuei, on ella supervisa una pensió secondària per a noies, una escola primària mixta i un centre de cures d'atenció primària per dones i infants. Lluita per un món en què les dones no siguin forçades a casar-se o que tinguin la possibilitat d'acbar els seus estudis.